# Сокирянський Олександр Федорович
Олександр Федорович Сокирянський (рум. Alexandru Sochireanschi — Александру Сокирянськи; нар.. 9 січня 1937, Черкаси, Українська РСР, СРСР — пом. 22 травня 2019, Ізраїль) — молдавський радянський композитор. Заслужений митець Молдавської РСР.

## Життєпис
Олександр Сокирянський народився в родині інженера Федора Юхимовича (1906—1942), загинув на фронті під Ленінградом у червні 1942 року та бухгалтерки Лізи (Гіті) Ісааківни Сокиранських (1912—1978). У роки німецько-радянської війни перебував з матір'ю в евакуації в Джамбулі, де померла молодша сестра. Після війни повернувся з матір'ю до рідних Черкас. Після закінчення музичної школи вступив до Полтавського музичного училища за класом скрипки. Після служби в армії повернувся до Черкас, де працював скрипалем в оркестрі музично-драматичного театру імені Т. Г. Шевченка.
У 1964—1969 роках навчався в Кишинівському інституті мистецтв імені Г. Музическу за класом композиції Марка Копитмана . З 1969 року викладав у Кишинівському музичному училищі імені С. Няги. У 1972 році став членом Спілки композиторів Молдови, з 1984 року заступник голови правління Спілки композиторів Молдавської РСР з організаційних питань. З 1991 року проживає в Ізраїлі у місті Кір'ят-Бялик.

## Творчість
Серед творів — вокально-симфонічна поема «Ти по країні йдеш» для солістів, хору та симфонічного оркестру (1984), «Поема» для симфонічного оркестру (1970), «Сімфонієтта» для струнного оркестру та литавр (1979) для струнного оркестру (1987), «Сюїта» для струнного квартету (1978), «Тріо» для скрипки, віолончелі та фортепіано (1971), соната для фортепіано (1969), «Адажіо» для тромбона і симфон про погром" (на слова Х.-Н. Бяліка), «Веселі» для фортепіано, вокальні цикли за мотивами казок Д. Мамина-Сибиряка (1971) та «Дитячий альбом» (1978), «Бритви» на слова Фелікса Кривіна (1970), музика до драматичних спектаклів Кишинівського драматичного театру імені А. П. Чехова .
Писав також пісні на слова сучасних поетів, у тому числі «Алонка» (слова П. Колоскова, 1971), «Змерзлі дощі» (1977) і «Сиві лелеки» (слова Костянтина Шишкана, 1980), а також «Солдатка» (слова С. Острового, 1978), «Живі ромашки» (1979), «Бабине літо» та «Наше мовчання» (слова Ірини Бадикової, 1983), «Подаруй своє серце» (слова Миколи Нагнибіди, 1984), «Година зірки» (також «Зоряний час» — «Ора стелів», слова Л. Собецки, 1985), «Давай поговоримо, солдате» (слова Олександри Юнко, 1985), «Старі пісні» (слова Михайла Матусовського, 1986), «Марш переможців» (слова Анатолія Софронова, 1987), «Білий птах удачі» (слова Є. Нестерової, 1987), «Це голос твій»; ряд пісень написаний на вірші молдавських поетів, а також на ідиші та на слова самого композитора. Його пісні виконували Оскар (Йосиф) Нузман (1945—1987), Світлана Стрезєва, Маргарета Івануш, Анастасія Лазарюк, ВІА «Норок» і «Контемпоранул».
Автор музики до фільмів студії «Молдова-фільм»: «Здрастуйте, я приїхав!» (1979), «Два сусіди» (мультиплікаційний; 1980) та «Тиха застава» (1985).